# Pseudocandona hartwigi
Pseudocandona hartwigi är en kräftdjursart som först beskrevs av G. W. Müller 1900.  Pseudocandona hartwigi ingår i släktet Pseudocandona och familjen Candonidae. Inga underarter finns listade i Catalogue of Life.